# Yusheng

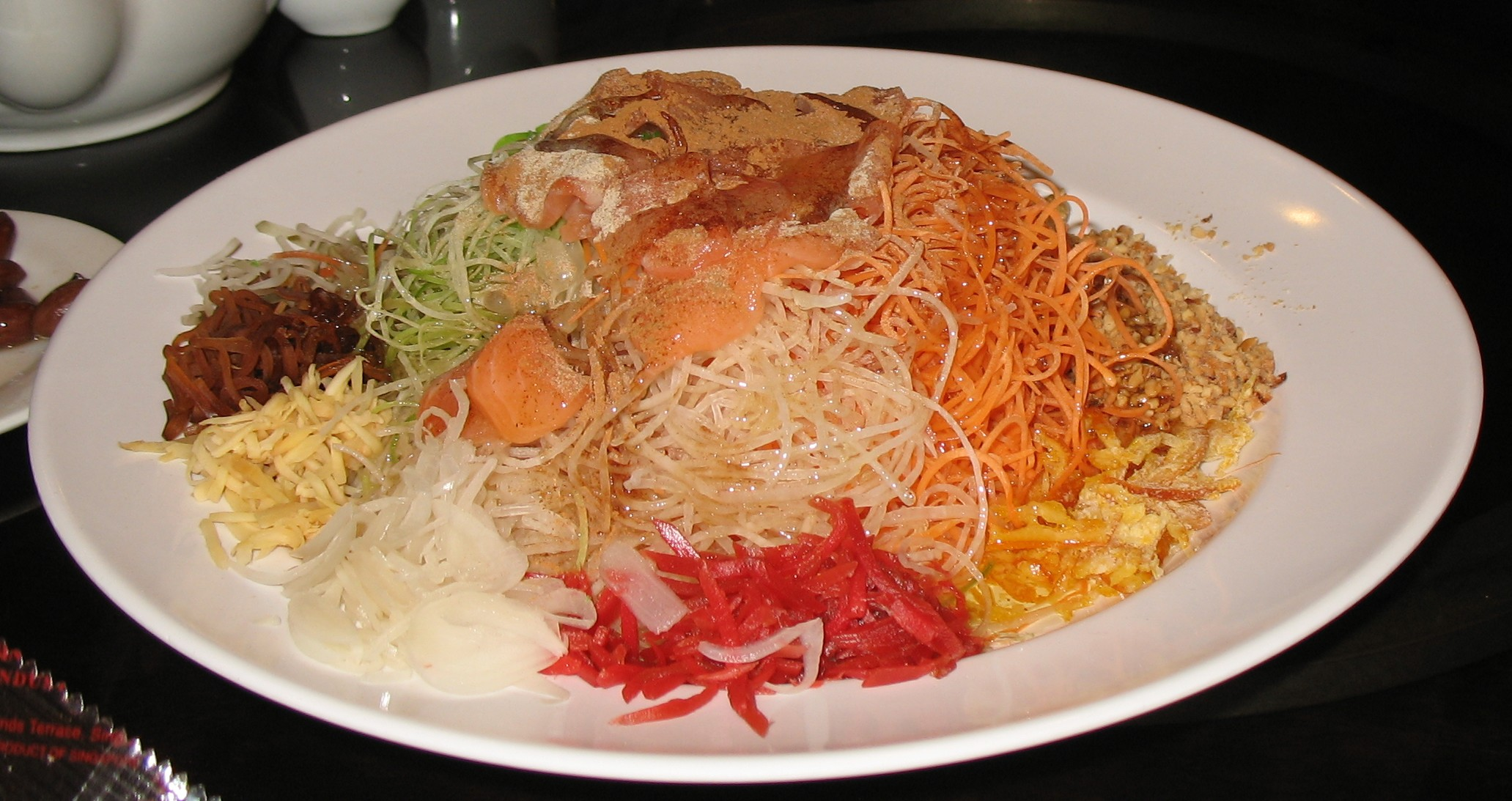
Yusheng.

Se llama yusheng, yee sang o yuu sahng (en chino simplificado, 鱼生; pinyin, yúshēng), y también lo hei (cantonés 撈起 o 捞起) a una ensalada de pescado crudo típica de la gastronomía de Chaoshan. Suele consistir en tiras de pescado crudo (habitualmente salmón) mezcladas con verdura en juliana y diversas salsas y condimentos, entre otros ingredientes. Yusheng significa literalmente ‘pescado crudo’, pero como ‘pescado’ (鱼) suele mezclarse con su homófono ‘abundancia’ (余), yúshēng (鱼生) se interpreta como homófono de yúshēng (余升), ‘incremento de abundancia’. Así, el yusheng se considera símbolo de abundancia, prosperidad y vigor.
Aunque se cree que existieron versiones del plato en China, la receta contemporánea fue creada y popularizada en Malasia en los años 1960 entre la comunidad de emigrantes chinos y su consumo ha estado asociado a las fiestas de año nuevo chino en Singapur, así como en la vecina Malasia. En Singapur, los líderes gubernamentales, comunitarios y económicos suelen servir el plato como parte de los actos oficiales durante el periodo festivo o en cenas privadas. Algunos incluso han sugerido designarlo plato nacional.

## Historia
Los pescadores de la costa de Cantón celebraban tradicionalmente el Renri, o séptimo día del año chino nuevo, con un festín de sus capturas. Se cree que esta costumbre empezó en Chaozhou y Shantou tan pronto como durante la dinastía Song. Los emigrantes la llevaron consigo a la antigua Malasia colonial; los puestos de gachas vendían un plato de pescado crudo que se cree surgió en Jiangmen (provincia de Guangdong) consistente en tiras de pescado, nabo y zanahoria, que se servía aliñado con aceite, vinagre y azúcar que mezclaban los clientes.
El plato moderno nació durante el año nuevo chino de 1964 en el restaurante Wah Lau de Malasia, inventado por el chef Than Mui Kai como símbolo de prosperidad y buena salud entre los chinos. Junto a Than Mui Kai fue nombrado junto a otros tres chefs uno de los «Cuatro Reyes Celestiales Culinarios» hace unos 40 años por su destreza e ingenio.

## Composición
El yusheng singapurés lleva pescado servido con daikon (rábano blanco), zanahoria, pimiento chile, nabo, jengibre rojo encurtido, naranja secada al sol, daun limau nipis (hojas de lima), perejil chino, guindilla, medusa, cacahuete picado, semilla de sésamo tostada, crackers de gamba chinos (o gamba seca frita), polvo de cinco especias y otros ingredientes, aderezados con una salsa hecha de salsa de ciruela, vinagre de arroz, pasta de quinoto y aceite de sésamo, haciendo un total de 27 ingredientes. Originalmente se usaba caballa cruda, aunque las preferencias de los clientes hicieron que se emplease salmón.

## Presentación
El yusheng se sirve a menudo como parte de una cena de varios platos, normalmente como entrante por su significado de «buena suerte» para el año nuevo. Algunos lo consumen por Renri, aunque se toma todo el año.
Los ingredientes básicos se sirven primero. El comensal que presida la mesa o el camarero del restaurante procede a añadir el pescado, los crackers y las salsas mientras pronuncia ‘deseos favorables’ (吉祥话 jíxiáng huà) al añadir cada ingrediente, normalmente relacionados con cada uno. Por ejemplo, frases como nian nian you yu (年年有余) se dicen al añadir el pescado, porque yu (余, ‘abundancia’) suena igual que ‘pescado’ (鱼 yu).
Todos los comensales se levantan en el momento adecuado y proceden a mover ingredientes tomados con palillos en el aire mientras pronuncian en voz alta diversos ‘deseos favorables’. Se cree que la altura a la que se levanten los ingredientes refleja la mejora en la fortuna del comensal, por lo que se espera que estos los lancen entusiastamente al aire.